# Iglesia de la Divina Pastora (San Fernando)

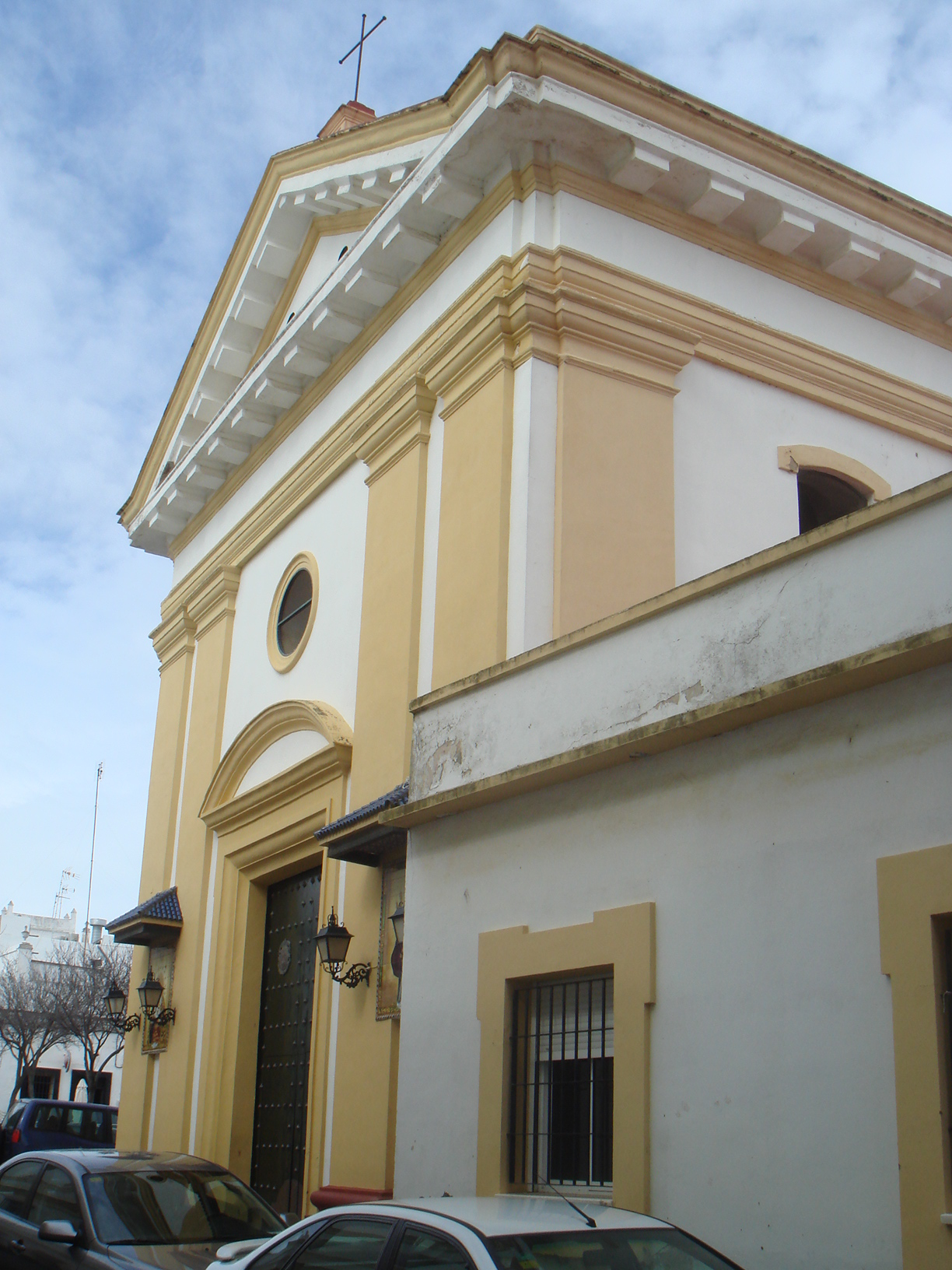
Portada de la Iglesia de la Pastora

La Iglesia de la Divina Pastora de San Fernando es un templo religioso cristiano situado en la localidad gaditana de San Fernando. La titular del templo es la Virgen de la Divina Pastora, que a su vez es copatrona de San Fernando.

## Situación
La Iglesia de la Pastora está situada en la plaza y el barrio del mismo nombre, en el centro de San Fernando, muy cerca del castillo de San Romualdo y de la calle Real.

## Historia
Construida a finales del siglo XVIII por Esteban Cróquer, es una de las más antiguas iglesias de San Fernando, ciudad que cuenta con varias iglesias de esta época, como la Iglesia Mayor de San Pedro y San Pablo y la Iglesia del Carmen.

## Descripción
La Iglesia de la Pastora tiene un solo cuerpo cubierto por un techo a dos aguas. La fachada principal presenta una puerta adintelada enmarcada por dos pares de pilastras adosadas, sobre el dintel, hay un óculo que da luz al zaguán y, coronando a este, una cornisa corrida y un frontón triangular en el que se marcan los modillones rectangulares. La planta del templo, de cajón con bóveda de cañón corrida, no tiene ni crucero ni cúpula, y tiene con altares a ambos lados; en el presbiterio se alza el retablo mayor de estilo neoclásico, obra de Angel Bugatto. El primer cuerpo del templo está enmarcado por dos columnas y en él se expone a la Virgen de la Divina Pastora. Y como hermano mayor tienen a Rafael Verdugo y como Capataz de la Divina Pastora Coronada y  José María Vidal Muñoz. El templo, además de la de gloria pastoreña, es sede canónica de tres hermandades de penitencia fundadas en el siglo XX: se trata de las cofradías del Ecce-Homo, Huerto y Misericordia, que procesionan en Semana Santa el Lunes, Martes y Jueves Santo respectivamente.